# Blyglada
Blyglada (Ictinia plumbea) är en amerikansk fågel i familjen hökar med vid utbredning från Mexiko söderut till Brasilien och nordöstra Argentina. Den är systerart till mississippigladan (I. mississippiensis). Arten minskar i antal, men beståndet anses ändå vara livskraftigt.

## Utseende och läte
Blygladan är en rätt liten (33–38 cm) rovfågel med långa spetsiga vingar. Adulta fåglar är huvudsakligen skiffergrå med ljusare huvud och undersida. Den korta svarta stjärten har två till tre vita band. Ögonen är röda och benen är orangefärgade. I den långsamma flykten syns en rostfärgad fläck på handpennorna. Könen är lika, men ungfågeln har vitstreckat grå ovansida och mörkstreckat vitaktig undersida och saknar den roströda vingfläcken. Lätet beskrivs som ett visslande "si-see-oo".

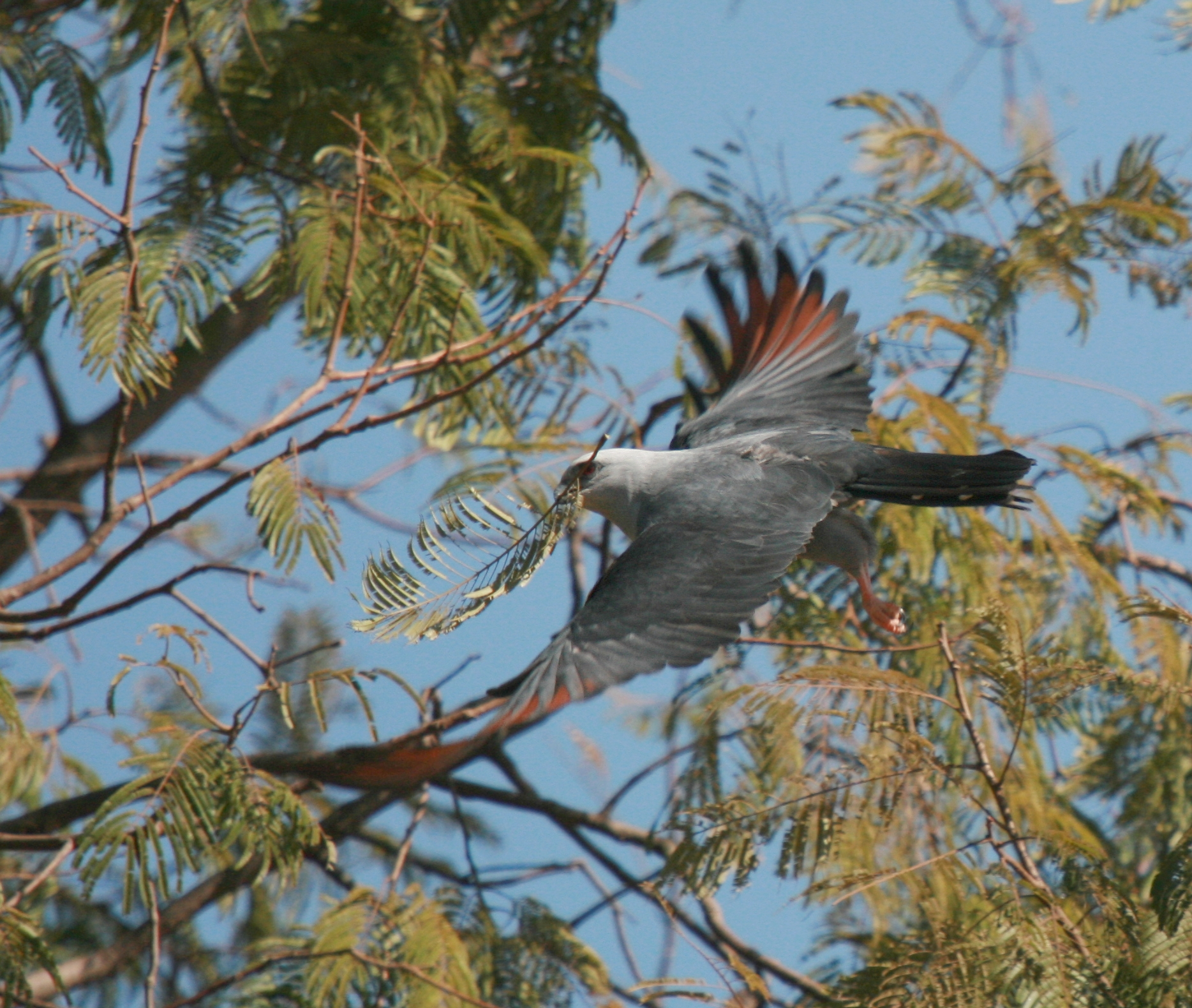
I flykten syns en rostfärgad fläck på handpennorna.

## Utbredning och systematik
Blygladan förekommer från östra Mexiko till nordöstra Argentina och Brasilien. I nordligaste och sydligaste delen av utbredningsområdet är den en flyttfågel som vintertid rör sig mot de centrala delarna. Den behandlas som monotypisk, det vill säga att den inte delas in i några underarter.

### Släktskap
Blygladan är systerart till mississippigladan och de båda utgör släktet Ictinia. Trots sin ytliga likhet med pärlgladan och glador i Elanus är de snarare specialiserade vråkar.

## Levnadssätt
Blygladan hittas i låglänt skog och savann. Den är inte särskilt social men kan ses i flockar under flyttningen. Fågeln ses ofta sittande synligt på döda grenar. Födan består nästan uteslutande av insekter som den fångar i luften. Den bygger ett bo av kvistar i ett träd och lägger ett till två blåvita ägg däri.

## Status och hot
Arten har ett stort utbredningsområde och en stor population, men tros minska i antal, dock inte tillräckligt kraftigt för att den ska betraktas som hotad. Internationella naturvårdsunionen IUCN kategoriserar därför arten som livskraftig (LC).